# صورة سالبة

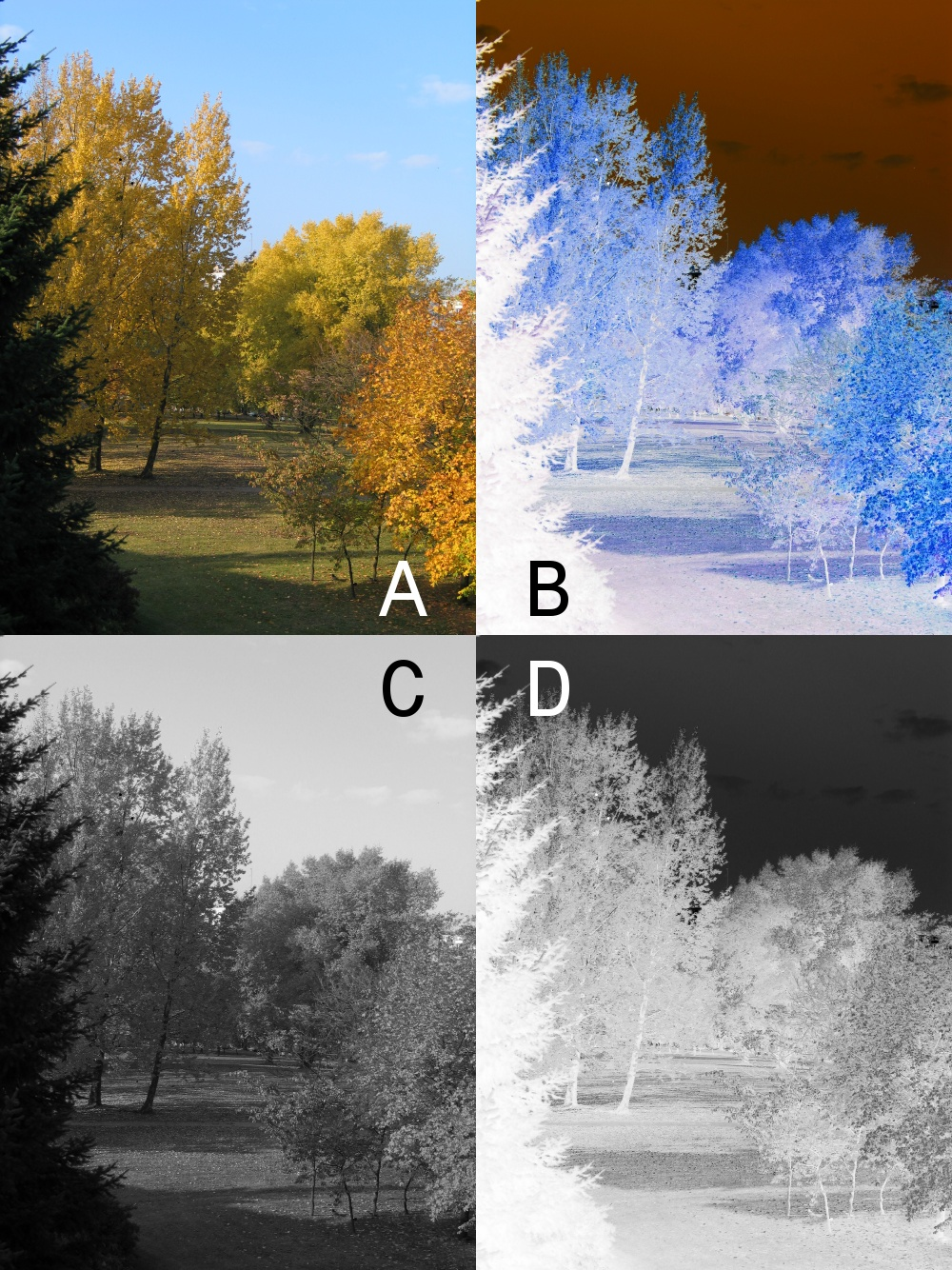
الصورة الملونة الموجبة (A) والسالبة (B), الصورة الرمادية الموجبة (C) السالبة (D)

الصورة الضوئية السالبة أو السلبية هي الصورة التي تظهر فيها المناطق المضيئة في الأصل مظلمة في الصورة، والمناطق المظلمة في الأصل مضيئة في الصورة، وتظهر فيها الألوان بدرجاتها العكسية.
تأتي الأفلام لآلات التصوير مقاس 35مم على شكل أشرطة طويلة صغيرة العرض من البلاستيك المغطى بطبقة أو أكثر من مستحلب كيميائي حساس للضوء. وكلما تم التقاط صورة جديدة بآلة التصوير على الفيلم يتم تحريك الفيلم بوسيلة ما في آلة التصوير بحيث تستبدل اللقطة المعرضة (التي تم التقاطها وتعريضها للضوء) بمساحة جديدة من الفيلم غير معرضة. وبعد الانتهاء من التصوير ومعالجة الفيلم يكون الفيلم عبارة عن شريط طويل من الصور السالبة الصغيرة، وغالبا ما يتم تقطيع هذا الشريط لأجزاء أصغر لسهولة التعامل. في آلات التصوير (الكاميرات) الأكبر قد تصل قطعة الفيلم هذه إلى مساحة ورقة كاملة وربما أكبر، مع وجود صورة مفردة ملتقطة على القطعة الواحدة. كل من هذه الصور السالبة يمكن أن تسمى سالبة والشريط الكامل من الصور السالبة يمكن أن يطلق عليه السلبيات أو negatives . هذه الصور السالبة هي نسخ الصور الرئيسية والتي تصنع منها جميع النسخ الأخرى، ولهذا يتم التعامل معها بحذر وحرص.

## الصورة الموجبة
الصورة الموجبة هي الصورة العادية، أما الصورة السالبة في نغمة منعكسة للصورة الموجبة، بحيث تظهر المناطق المضيئة فيها مظلمة، والعكس بالعكس. والصورة السالبة الملونة تكون بالإضافة إلى ذلك معكوسة الألوان بحيث تظهر الدرجات الحمراء كدرجات نيلي Cyan (زرقاء مخضرة) ، والخضراء كقرمزية (magenta) ، والزرقاء كصفراء.

## الفيلم السالب
تنتج العديد من العمليات الضوئية صوراً سلبية: تتفاعل المواد الكيميائية عند تعرضها للضوء (المرتد من الأجسام المصورة بعد سقوطه عليها) ، وعند معالجتها يتم الإبقاء على الأجزاء التي تم تعريضها حيث تتحول إلى درجات معتمة ويتم التخلص من الأجزاء الغير معتمة أي التي لم تتعرض للضوء بغسلها.
الأجزاء التي تظهر مظلمة على الفيلم هي الأجزاء التي انعكس منها كميات ضوء أكبر من الأجسام فساهمت بشكل أكبر في تعريض المواد الكيميائية للضوء، وتكون هذه الأجزاء في الأصل صور الأجسام المضيئة، لأن المعروف أن اللون الأبيض يعكس جميع الألوان (الضوء) ولا يمتصها، واللون الأسود يمتص جميع الألوان ولا يعكسها.
وعندما يتم إنشاء صورة سالبة من صورة سالبة، تماما كما يحدث عند ضرب عددين سالبين في الرياضيات، تنتج صورة موجبة. وهذا ما جعل معظم العمليات الضوئية تتم على مرحلتين رئيسيتين.
وقد ابتكرت أنواع مخصصة من الأفلام وعمليات المعالجة يمكن معها إنشاء صور موجبة من الفيلم مباشرة، وتسمى أفلام موجبة أو شرائح، حيث يمكن استخدام الشرائح في عرضها بأجهزة عرض مباشرة.